# Йован Трифуноський
Йован Трифуноський (серб. Јован Трифуноски/Jovan Trifunoski, Вруток, 23 вересня 1914 — Белград, 2002) — сербський географ і антрополог.

## Біографія
Трифуноський народився у 1914 році у селі Вруток (нині територія Македонії) поблизу Гостивара в селянській родині. Закінчив початкову школу у рідному селі, а потім середню школу в Скоп'є і Тетово. Вступив на факультет філософії в університет Скоп'є в 1935 році, який закінчив з відзнакою (cum laude) в 1939 році. Потім пішов служити в армію, у цей час працював у Військово-географічному інституті в Белграді. Дослужився до звання лейтенанта. З листопада 1940 по березень 1941 року працював асистентом професора в Інституті географії філософського факультету в Скоп'є. У 1941 році брав участь у воєнних діях, решту окупації провів у Белграді — 1941 по 1945 рік був доцентом Белградського Інституту географії.
У 1946 році був переведений назад на філософський факультет у Скоп'є. Отримав докторський ступінь в 1950 році і через два роки став викладачем університету. Працював професором у Белграді і Скоп'є.
Трифуноський все життя працював над антропогеографічними дослідженнями. Він опублікував ряд книг і статей на цю тему в найвидніших югославських наукових виданнях, таких як Srpski etnografski zbornik, Glasnik SANU тощо.
Він часто публічно заявляв, що він серб, і в той же час піддавав критиці тиск на сербів у Македонії і вимоги змінити свою етнічну приналежність. Він підсумував свої погляди у книзі «Македонізація Південної Сербії» (1997).
Помер у 2002 році в Белграді.

## Окремі праці
- Kumanovsko-preševska Crna Gora, Белград 1952.
- Kumanovska oblast, Скоп'є 1974.
- Seoska naselja Skopske kotline, Скоп'є 1974.